# Gibercy
Gibercy est un village et une ancienne commune française du département de la Meuse rattachée à Damvillers depuis 1967.

## Géographie
Situé à environ 3 kilomètres au sud de Damvillers.

## Toponymie
Anciennes mentions, : Jubasseium (1049), Gibercei (1240), Giberceies (1244), Giberceies (1274), Giberceiees (1278), Jubercy (1656 et 1745), Jubassé (1700), Gibercy (1793).

## Histoire
Avant 1790, Gibercy faisait partie du Luxembourg français dans la prévôté de Damvillers et était religieusement rattaché au diocèse de Verdun.

## Démographie
| 1793 | 1806 | 1836 | 1846 | 1856 | 1866 | 1876 | 1886 | 1896 |
| ---- | ---- | ---- | ---- | ---- | ---- | ---- | ---- | ---- |
| 85   | 105  | 95   | 111  | 92   | 70   | 75   | 66   | 62   |

| 1906 | 1926 | 1936 | 1946 | 1954 | 1962 | - | - | - |
| ---- | ---- | ---- | ---- | ---- | ---- | - | - | - |
| 42   | 29   | 31   | 23   | 19   | 16   | - | - | - |

## Lieux et monuments

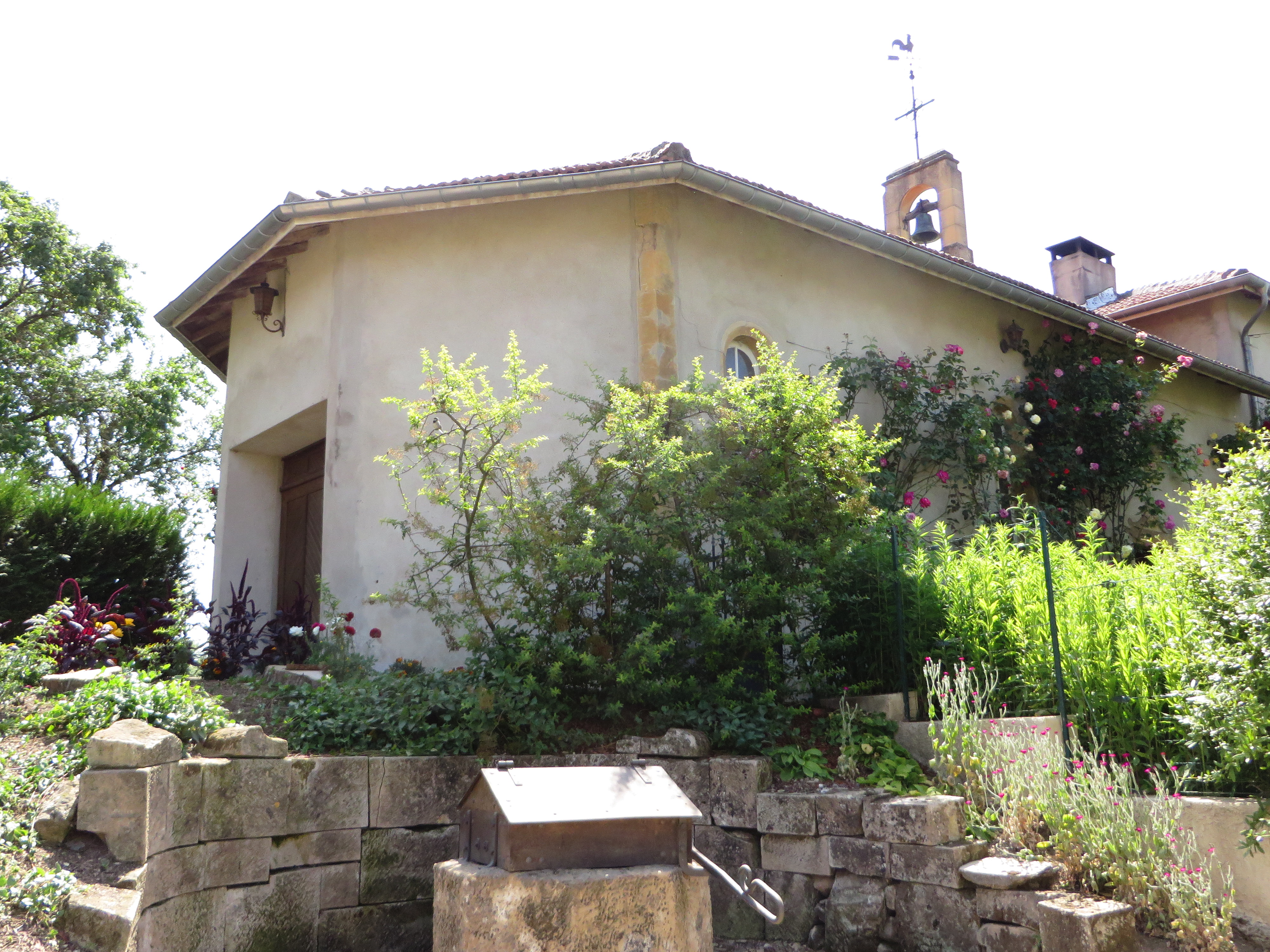
Chapelle Saint-Hubert.
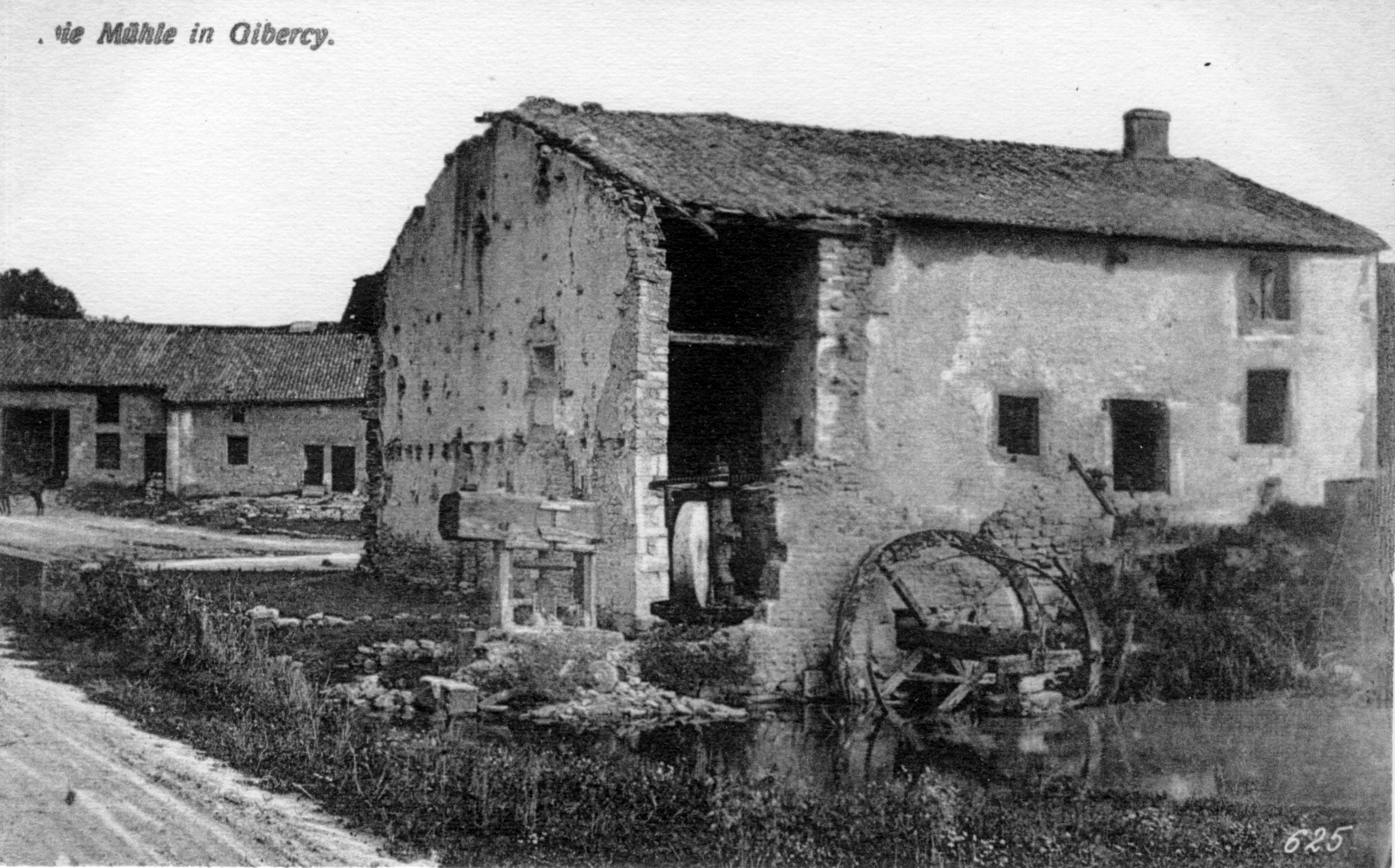
L'ancien moulin de Gibercy (carte postale allemande).